# Victor Hugo (football)
Pour les articles homonymes, voir Victor Hugo (homonymie).
Victor Hugo, né le 11 mai 2004 à Bento Ribeiro, est un footballeur brésilien qui évolue au poste de milieu offensif au Göztepe SK, en prêt du CR Flamengo.

## Biographie

### Carrière en club
Issu du centre de formation de Flamengo, Victor Hugo fait ses débuts professionnels avec le club le 1er mai 2022, remplaçant Marinho lors d'une victoire 2-1 contre Altos (en), en Coupe du Brésil. Déjà passeur décisif lors de cette rencontre, il marque son premier but avec l'équipe senior quelques jours plus tard lors du match retour contre ce même club de Altos, en Coupe, qualifiant ainsi son équipe pour le tour suivant,.